# Амазонская низменность
Амазо́нская ни́зменность (Амазония; порт. bacia do rio Amazônas, planícies e terras baixas Amazônicas, исп. cuenca del Amazonas) — самая большая низменность на Земле, расположенная в Южной Америке на большей части бассейна реки Амазонки. 
Ограничена с запада Андами, с востока — Атлантическим океаном, с севера - Гвианским плоскогорьем, а с юга — Бразильским плоскогорьем. Площадь более 7,5 млн км²[уточнить]. Население невелико И?[уточнить]
Низменность расположена в области синеклизы Южно-Американской платформы, которую заполняют палеозойские морские, а над ними — мезозойские и кайнозойские континентальные осадочные породы.
Идет понижение с запада (с Анд)  на восток (к Атлантическому океану).

## Гидрография
Самая большая река в низменности — Амазонка. Также из рек присутствуют её притоки — Тапажос, Негру, Пурус, Мадейра. С востока омывается Атлантическим океаном.

## Климат
Климат жаркий и влажный. Средние месячные температуры 24—28 °C, осадков 1500—3000 мм в год. 
«Засуха Годзиллы» 2015 года убила 2,5 миллиарда деревьев и растений только в одной небольшой части леса.
Каждая засуха была сильнее, чем предыдущая, и в 2023 году тропические леса Амазонки пережили самую сильную засуху за всю историю наблюдений: многие деревни стали недоступны для достижения по реке, бушевали лесные пожары, погибала дикая природа; некоторые ученые опасаются, что подобные события являются признаком того, что самый большой лес в мире быстро приближается к точке невозврата.

## Население
Основную массу населения региона, помимо потомков белых поселенцев, креолов, мулатов, метисов и самбо, в основном проживающих в городах, составляют представители коренных народов. Численность последних за последние 200 лет существенно сократилась, с примерно 2 000 племён общей численностью 4 млн. чел. до примерно 200 племён численностью около 700 тыс. чел. При этом лишь 250 тыс. из них говорят на одном из 145 индейских языков, остальные используют португальский. 
Основными занятиями амазонских индейцев остаются охота, рыбная ловля, собирательство, меновая торговля, а также примитивное подсечно-огневое земледелие. Главной проблемой существования местных коренных племён является массовая, зачастую несанкционированная, вырубка лесов, уничтожающая их традиционную среду обитания, а также заносимые из мира белых инфекционные болезни. 67 племён Амазонии признаны сегодня неконтактными и не поддерживают постоянных связей с государственными структурами и общественными организациями.